# Playoffs NBA 1990
Los Playoffs de la NBA de 1990 fueron el torneo final de la temporada 1989-90 de la NBA. El campeón de estas finales fue Detroit Pistons (Conferencia Este) tras imponerse 4-1 a los campeones de la Conferencia Oeste, los Portland Trail Blazers.
Isiah Thomas, jugador de los Detroit Pistons, fue galardonado con el premio al MVP de las finales.
Estas series suponían el primer viaje de los Portland Trail Blazers hacia las finales después de ganar el campeonato en 1977, anteriormente a estos playoffs los Blazers nunca habían estado en los playoffs, dejando aparte el caso en el que ganaron las series.
Los Chicago Bulls cayeron ante los Pistons por tercera vez consecutiva, pero el siguiente año ganarían cobrándose su venganza 4-0 en las Finales de la Conferencia Este, en su camino al primero de seis títulos en los siguientes ocho años.
Para Indiana Pacers sería su tercera aparición en playoffs desde su debut en la temporada 1976-77, ellos lo conseguirían 16 veces más en los siguientes 17 años.
Los Boston Celtics a pesar de contar con el retorno en la temporada 1989-90 de su máxima estrella, Larry Bird, caerían sorpresivamente eliminados en la primera ronda ante los New York Knicks, después de desperdiciar una ventaja de 2 a 0 en una serie al mejor de 5 partidos.
El quinto partido de las finales supuso el final de las retransmisiones de los partidos por parte de la CBS.

## Clasificación Playoff

### Conferencia Este
Detroit Pistons fue el mejor clasificado de la temporada.
A continuación se muestran la lista de los equipos clasificados en la conferencia Este:
1. Detroit Pistons
2. Philadelphia 76ers
3. Chicago Bulls
4. Boston Celtics
5. New York Knicks
6. Milwaukee Bucks
7. Cleveland Cavaliers
8. Indiana Pacers

### Conferencia Oeste
Los Angeles Lakers obtuvo el mejor récord de la Conferencia Oeste.
A continuación se muestran la lista de los equipos clasificados en la conferencia Oeste:
1. Los Angeles Lakers
2. San Antonio Spurs
3. Portland Trail Blazers
4. Utah Jazz
5. Phoenix Suns
6. Dallas Mavericks
7. Denver Nuggets
8. Houston Rockets

## Cuadro de enfrentamientos
|  | Primera Ronda     | Primera Ronda | Primera Ronda |   |               | Semifinales de Conferencia | Semifinales de Conferencia | Semifinales de Conferencia |  |    | Finales de Conferencia | Finales de Conferencia | Finales de Conferencia |  |    | Finales de la NBA | Finales de la NBA | Finales de la NBA |
|  |                   |               |               |   |               |                            |                            |                            |  |    |                        |                        |                        |  |    |                   |                   |                   |
|  | E1                | Detroit*      | 3             |   |               |                            |                            |                            |  |    |                        |                        |                        |  |    |                   |                   |                   |
|  | E8                | Indiana       | 0             |   |               |                            |                            |                            |  |    |                        |                        |                        |  |    |                   |                   |                   |
|  | E8                | Indiana       | 0             |   | E1            | Detroit*                   | 4                          |                            |  |    |                        |                        |                        |  |    |                   |                   |                   |
|  |                   |               |               |   | E1            | Detroit*                   | 4                          |                            |  |    |                        |                        |                        |  |    |                   |                   |                   |
|  |                   | E5            | New York      | 1 |               |                            |                            |                            |  |    |                        |                        |                        |  |    |                   |                   |                   |
|  | E4                | E5            | New York      | 1 | Boston        | 2                          |                            |                            |  |    |                        |                        |                        |  |    |                   |                   |                   |
|  | E4                |               |               |   | Boston        | 2                          |                            |                            |  |    |                        |                        |                        |  |    |                   |                   |                   |
|  | E5                | New York      | 3             |   |               |                            |                            |                            |  |    |                        |                        |                        |  |    |                   |                   |                   |
|  | E5                | New York      | 3             |   |               |                            |                            |                            |  | E1 | Detroit*               | 4                      |                        |  |    |                   |                   |                   |
|  | Conferencia Este  |               |               |   |               |                            |                            |                            |  | E1 | Detroit*               | 4                      |                        |  |    |                   |                   |                   |
|  |                   | E3            | Chicago       | 3 |               |                            |                            |                            |  |    |                        |                        |                        |  |    |                   |                   |                   |
|  | E3                | E3            | Chicago       | 3 | Chicago       | 3                          |                            |                            |  |    |                        |                        |                        |  |    |                   |                   |                   |
|  | E3                |               |               |   | Chicago       | 3                          |                            |                            |  |    |                        |                        |                        |  |    |                   |                   |                   |
|  | E6                | Milwaukee     | 1             |   |               |                            |                            |                            |  |    |                        |                        |                        |  |    |                   |                   |                   |
|  | E6                | Milwaukee     | 1             |   | E3            | Chicago                    | 4                          |                            |  |    |                        |                        |                        |  |    |                   |                   |                   |
|  |                   |               |               |   | E3            | Chicago                    | 4                          |                            |  |    |                        |                        |                        |  |    |                   |                   |                   |
|  |                   | E2            | Philadelphia* | 1 |               |                            |                            |                            |  |    |                        |                        |                        |  |    |                   |                   |                   |
|  | E2                | E2            | Philadelphia* | 1 | Philadelphia* | 3                          |                            |                            |  |    |                        |                        |                        |  |    |                   |                   |                   |
|  | E2                |               |               |   | Philadelphia* | 3                          |                            |                            |  |    |                        |                        |                        |  |    |                   |                   |                   |
|  | E7                | Cleveland     | 2             |   |               |                            |                            |                            |  |    |                        |                        |                        |  |    |                   |                   |                   |
|  | E7                | Cleveland     | 2             |   |               |                            |                            |                            |  |    |                        |                        |                        |  | E1 | Detroit*          | 4                 |                   |
|  |                   |               |               |   |               |                            |                            |                            |  |    |                        |                        |                        |  | E1 | Detroit*          | 4                 |                   |
|  |                   | O3            | Portland      | 1 |               |                            |                            |                            |  |    |                        |                        |                        |  |    |                   |                   |                   |
|  | O1                | O3            | Portland      | 1 | LA Lakers*    | 3                          |                            |                            |  |    |                        |                        |                        |  |    |                   |                   |                   |
|  | O1                |               |               |   | LA Lakers*    | 3                          |                            |                            |  |    |                        |                        |                        |  |    |                   |                   |                   |
|  | O8                | Houston       | 1             |   |               |                            |                            |                            |  |    |                        |                        |                        |  |    |                   |                   |                   |
|  | O8                | Houston       | 1             |   | O1            | LA Lakers*                 | 1                          |                            |  |    |                        |                        |                        |  |    |                   |                   |                   |
|  |                   |               |               |   | O1            | LA Lakers*                 | 1                          |                            |  |    |                        |                        |                        |  |    |                   |                   |                   |
|  |                   | O5            | Phoenix       | 4 |               |                            |                            |                            |  |    |                        |                        |                        |  |    |                   |                   |                   |
|  | O4                | O5            | Phoenix       | 4 | Utah          | 2                          |                            |                            |  |    |                        |                        |                        |  |    |                   |                   |                   |
|  | O4                |               |               |   | Utah          | 2                          |                            |                            |  |    |                        |                        |                        |  |    |                   |                   |                   |
|  | O5                | Phoenix       | 3             |   |               |                            |                            |                            |  |    |                        |                        |                        |  |    |                   |                   |                   |
|  | O5                | Phoenix       | 3             |   |               |                            |                            |                            |  | O5 | Phoenix                | 2                      |                        |  |    |                   |                   |                   |
|  | Conferencia Oeste |               |               |   |               |                            |                            |                            |  | O5 | Phoenix                | 2                      |                        |  |    |                   |                   |                   |
|  |                   | O3            | Portland      | 4 |               |                            |                            |                            |  |    |                        |                        |                        |  |    |                   |                   |                   |
|  | O3                | O3            | Portland      | 4 | Portland      | 3                          |                            |                            |  |    |                        |                        |                        |  |    |                   |                   |                   |
|  | O3                |               |               |   | Portland      | 3                          |                            |                            |  |    |                        |                        |                        |  |    |                   |                   |                   |
|  | O6                | Dallas        | 0             |   |               |                            |                            |                            |  |    |                        |                        |                        |  |    |                   |                   |                   |
|  | O6                | Dallas        | 0             |   | O3            | Portland                   | 4                          |                            |  |    |                        |                        |                        |  |    |                   |                   |                   |
|  |                   |               |               |   | O3            | Portland                   | 4                          |                            |  |    |                        |                        |                        |  |    |                   |                   |                   |
|  |                   | O2            | San Antonio*  | 3 |               |                            |                            |                            |  |    |                        |                        |                        |  |    |                   |                   |                   |
|  | O2                | O2            | San Antonio*  | 3 | San Antonio*  | 3                          |                            |                            |  |    |                        |                        |                        |  |    |                   |                   |                   |
|  | O2                |               |               |   | San Antonio*  | 3                          |                            |                            |  |    |                        |                        |                        |  |    |                   |                   |                   |
|  | O7                | Denver        | 0             |   |               |                            |                            |                            |  |    |                        |                        |                        |  |    |                   |                   |                   |

## Conferencia Este
Campeón: Detroit Pistons
Primera Ronda
(1) Detroit Pistons vs. (8) Indiana Pacers:
Pistons ganó la serie 3-0
- Partido 1 - Detroit: Detroit 104, Indiana 92
- Partido 2 - Detroit: Detroit 100, Indiana 87
- Partido 3 - Indianapolis: Detroit 108, Indiana 96

(2) Philadelphia 76ers vs. (7) Cleveland Cavaliers:
Philadelphia 76ers ganó la serie 3-2
- Partido 1 - Philadelphia: Philadelphia 111, Cleveland 106
- Partido 2 - Philadelphia: Philadelphia 107, Cleveland 101
- Partido 3 - Cleveland: Cleveland 122, Philadelphia 95
- Partido 4 - Cleveland: Cleveland 108, Philadelphia 96
- Partido 5 - Philadelphia: Philadelphia 113, Cleveland 97

(3) Chicago Bulls vs. (6) Milwaukee Bucks:
Bulls ganó la serie 3-1
- Partido 1 - Chicago: Chicago 111, Milwaukee 97
- Partido 2 - Chicago: Chicago 109, Milwaukee 102
- Partido 3 - Milwaukee: Milwaukee 119, Chicago 112
- Partido 4 - Milwaukee: Chicago 110, Milwaukee 86

(4) Boston Celtics vs. (5) New York Knicks:
Knicks ganó la serie 3-2
- Partido 1 - Boston: Boston 116, New York 105
- Partido 2 - Boston: Boston 157, New York 128
- Partido 3 - New York: New York 102, Boston 99
- Partido 4 - New York: New York 135, Boston 108
- Partido 5 - Boston: New York 121, Boston 114

Semifinales de Conferencia
(1) Detroit Pistons vs. (5) New York Knicks:
Pistons ganó la serie 4-1
- Partido 1 - Detroit: Detroit 112, New York 77
- Partido 2 - Detroit: Detroit 104, New York 97
- Partido 3 - New York: New York 111, Detroit 103
- Partido 4 - New York: Detroit 102, New York 90
- Partido 5 - Detroit: Detroit 95, New York 84

(2) Philadelphia 76ers vs. (3) Chicago Bulls:
Bulls ganó la serie 4-1
- Partido 1 - Chicago: Chicago 96, Philadelphia 85
- Partido 2 - Chicago: Chicago 101, Philadelphia 96
- Partido 3 - Philadelphia: Philadelphia 118, Chicago 112
- Partido 4 - Philadelphia: Chicago 111, Philadelphia 101
- Partido 5 - Chicago: Chicago 117, Philadelphia 99

Finales de Conferencia
(1) Detroit Pistons vs. (3) Chicago Bulls:
Pistons ganó la serie 4-3
- Partido 1 - Detroit: Detroit 86, Chicago 77
- Partido 2 - Detroit: Detroit 102, Chicago 93
- Partido 3 - Chicago: Chicago 107, Detroit 102
- Partido 4 - Chicago: Chicago 108, Detroit 101
- Partido 5 - Detroit: Detroit 97, Chicago 83
- Partido 6 - Chicago: Chicago 109, Detroit 91
- Partido 7 - Detroit: Detroit 93, Chicago 74

## Conferencia Oeste
Campeón: Portland Trail Blazers
Primera Ronda
(1) Los Angeles Lakers vs. (8) Houston Rockets:
Lakers ganó la serie 3-1
- Partido 1 - Los Ángeles: Los Angeles 101, Houston 89
- Partido 2 - Los Ángeles: Los Angeles 104, Houston 100
- Partido 3 - Houston: Houston 114, Los Ángeles 108
- Partido 4 - Houston: Los Angeles 109, Houston 88

(2) San Antonio Spurs vs. (7) Denver Nuggets:
Spurs ganó la serie 3-0
- Partido 1 - San Antonio: San Antonio 119, Denver 103
- Partido 2 - San Antonio: San Antonio 129, Denver 120
- Partido 3 - Denver: San Antonio 131, Denver 120

(3) Portland Trail Blazers vs. (6) Dallas Mavericks:
Blazers ganó la serie 3-0
- Partido 1 - Portland: Portland 109, Dallas 102
- Partido 2 - Portland: Portland 114, Dallas 107
- Partido 3 - Dallas: Portland 106, Dallas 92

(4) Utah Jazz vs. (5) Phoenix Suns:
Suns ganó la serie 3-2
- Partido 1 - Utah: Utah 113, Phoenix 96
- Partido 2 - Utah: Phoenix 105, Utah 87
- Partido 3 - Phoenix: Phoenix 120, Utah 105
- Partido 4 - Phoenix: Utah 105, Phoenix 94
- Partido 5 - Utah: Phoenix 104, Utah 102

Semifinales de Conferencia
(1) Los Angeles Lakers vs. Phoenix Suns:
Suns ganó la serie 4-1
- Partido 1 - Los Ángeles: Phoenix 104, Los Ángeles 102
- Partido 2 - Los Ángeles: Los Angeles 124, Phoenix 100
- Partido 3 - Phoenix: Phoenix 117, Los Ángeles 103
- Partido 4 - Phoenix: Phoenix 114, Los Ángeles 101
- Partido 5' - Los Ángeles: Phoenix 106, Los Angeles 103

(2) San Antonio Spurs vs. (3) Portland Trail Blazers:
Blazers ganó la serie 4-3
- Partido 1 - Portland: Portland 107, San Antonio 94
- Partido 2 - Portland: Portland 122, San Antonio 112
- Partido 3 - San Antonio: San Antonio 121, Portland 98
- Partido 4 - San Antonio: San Antonio 115, Portland 105
- Partido 5 - Portland: Portland 138, San Antonio 132 (2OT)
- Partido 6 - San Antonio: San Antonio 112, Portland 97
- Partido 7 - Portland: Portland 108, San Antonio 105 (OT)

Finales de Conferencia
(3) Portland Trail Blazers vs. (5) Phoenix Suns:
Blazers ganó la serie 4-2
- Partido 1 - Portland: Portland 100, Phoenix 98
- Partido 2 - Portland: Portland 108, Phoenix 107
- Partido 3 - Phoenix: Phoenix 123, Portland 89
- Partido 4 - Phoenix: Phoenix 119, Portland 107
- Partido 5 - Portland: Portland 120, Phoenix 114
- Partido 6 - Phoenix: Portland 112, Phoenix 109

## Finales NBA
(1) Detroit Pistons vs. (3) Portland Trail Blazers:
Pistons ganó la serie 4-1
- Partido 1 - Detroit: Detroit 105, Portland 99
- Partido 2 - Detroit: Portland 106, Detroit 105
- Partido 3 - Portland: Detroit 121, Portland 106
- Partido 4 - Portland: Detroit 112, Portland 109
- Partido 5 - Portland: Detroit 92, Portland 90